# Большой Янкуль
Большой Янкуль — река в России, протекает в Ставропольском крае. Устье реки находится в 365 км по левому берегу реки Калаус. Длина реки — 78 км, площадь водосборного бассейна — 645 км².

## Притоки (км от устья)
- 32 км: река без названия, в 8 км к С от х. Полтавский (лв)
- 67 км: река без названия, в 1,5 км к С от с. Гуляй Поле (лв)

## Данные водного реестра
По данным государственного водного реестра России относится к Донскому бассейновому округу, водохозяйственный участок реки — Калаус, речной подбассейн реки — бассейн притоков Дона ниже впадения Северского Донца. Речной бассейн реки — Дон (российская часть бассейна).
Код объекта в государственном водном реестре — 05010500212108200000797.